# Elżbieta Bieńkowska
Elżbieta Ewa Bieńkowska, född 4 februari 1964 i Katowice, är en polsk politiker. Hon var ledamot av Europeiska kommissionen 1 november 2014 – 30 november 2019 och ansvarade för inre marknaden, industri, entreprenörskap och små och medelstora företag i kommissionen Juncker.
Bieńkowska har studerat orientalisk filologi på Jagellonska universitetet och har även en Master of Business Administration från Szkoła Główna Handlowa w Warszawie (Handelshögskolan i Warszawa). Hon ingick i Donald Tusks regeringar 2007–2014, till en början som minister för regional utveckling och från 2013 som infrastrukturminister och vice premiärminister.